# 大阪エヴェッサ
大阪エヴェッサ（おおさかエヴェッサ、英: Osaka Evessa）は、大阪府大阪市をホームタウンとするプロバスケットボールチーム。運営法人はヒューマンプランニング株式会社。「エヴェッサ」とは商売繁盛の神であるえびすに由来する。2005年に大阪ディノニクスのトップチームを継承する形で創設された。現在はB1リーグの西地区に所属している。

## 概要
ホームタウンは大阪府大阪市。教育事業、人材サービス事業などを展開する大阪発祥のヒューマングループが出資して設立した「ヒューマンスポーツエンタテインメント株式会社」が運営母体である。なお、2014年11月に広告代理業務・広告企画制作の事業を加えた「ヒューマンプランニング株式会社」に名称が変更された。吉本興業と提携を結んでいる。

### チームカラー
- チームカラーは、  パッショナリーレッド、  マジェスティックブラック、  キングリーゴールド。

### ユニフォームスポンサー （2025-26シーズン）
- 前面：KINCHO（左肩）、ヒューマンホールディングス（中央）
- 背面：山本商事（背番号上部、「EMINERS」明記）、藤井組（選手名下部）
- パンツ：ハマテック（右前腰部）、インフィニティ（右前太もも上）、ヤナギモト（右前太もも下）、CLUB ECO WATER（左前上、「ポタポタクラブ」明記）、アッツ（左前下、「CANNA」明記）、永廣堂本店（右後ろ上）、アイ・エス・アイソフトウェアー（右後ろ中央）、やすらぎグループ（右後ろ下）、リビラック（左後ろ上）、翔慶（左後ろ中央）、アモシスジャパン（左後ろ下）

#### 過去のユニフォームスポンサー
- コナミアミューズメント
- 芦屋大学
- ライフクリエーション
- とくとくショップ
- ソフトバンク
- エヴァー・グリーン
- バリーダ
- イミダペプチド
- ACE
- アミューズ
- エネクスフリート
- 明康
- ネクサスエンタープライズ

#### ユニフォームサプライの遍歴
- 2005年 - 2009年：OZAKI
- 2009年 - 2011年：DESCENTE
- 2011年 - 2013年：Mizuno
- 2013年 - 2017年：アクラム
- 2017年 - 2018年：SPALDING[3]
- 2018年[4] - 2023年：ドーム（アンダーアーマー）
- 2023年[5] - 現在：EGOZARU

#### 歴代ユニフォーム
| HOME      | HOME      | HOME      | HOME      | HOME      |
| --------- | --------- | --------- | --------- | --------- |
| 2017 - 18 | 2018 - 19 | 2019 - 20 | 2020 - 21 | 2021 - 22 |
| 2022 - 23 | 2023 - 24 | 2024 - 25 | 2025 - 26 |           |
|           |           |           |           |           |

| AWAY      | AWAY      | AWAY      | AWAY      | AWAY      |
| --------- | --------- | --------- | --------- | --------- |
| 2017 - 18 | 2018 - 19 | 2019 - 20 | 2020 - 21 | 2021 - 22 |
| 2022 - 23 | 2023 - 24 | 2024 - 25 | 2025 - 26 |           |
|           |           |           |           |           |

| Other                | Other                                          | Other                | Other                               | Other                    |
| -------------------- | ---------------------------------------------- | -------------------- | ----------------------------------- | ------------------------ |
| 2017 - 18 3rd        | 2018 - 19 3rd                                  | 2019 - 20 3rd        | 2020 - 21 3rd                       | 2022 - 23 3rd            |
| 2023 - 24 3rd 十日戎 | 2023 - 24 4th パナソニック パンサーズ 共催試合 | 2024 - 25 3rd 十日戎 | 2024 - 25 4th 大阪ブルテオン コラボ | 2024 - 25 5th 20周年記念 |
|                      |                                                |                      |                                     |                          |

### ホームアリーナ

#### TKbjリーグ
| 地区                             | アリーナ名称                     | 愛称                               | 地図                                   | 収容                             | 年度  | 年度  | 年度  | 年度  | 年度  | 年度  | 年度  | 年度  | 年度  | 年度  | 年度  |
| 地区                             | アリーナ名称                     | 愛称                               | 地図                                   | 収容                             | 05-06 | 06-07 | 07-08 | 08-09 | 09-10 | 10-11 | 11-12 | 12-13 | 13-14 | 14-15 | 15-16 |
| 大阪市                           | 舞洲アリーナ                     | おおきにアリーナ舞洲               | 北緯34度39分56.3秒 東経135度23分51.4秒 | 7,000                            | －    | －    | －    | 10    | －    | －    | －    | -     | -     | -     | 8     |
| 大阪市                           | 住吉スポーツセンター             | サンエイワーク住吉スポーツセンター | -                                      | 3,500                            | －    | －    | －    | －    | －    | 2     | 10 2' | 10    | 12    | 8     | 4     |
| 大阪市                           | 大阪市中央体育館                 | Asueアリーナ大阪                   | 北緯34度39分33.8秒 東経135度26分41.1秒 | 10,000                           | －    | 6(1)  | 2     | 8(1)  | 2     | －    | －    | 2     | -     | 2     | 2     |
| 大阪市                           | 大阪府立体育会館                 | エディオンアリーナ大阪             | 北緯34度39分44秒 東経135度29分57秒     | (3,000)                          | －    | －    | 2     | 8     | 4     | 2     | －    | 2     | 4     | 8     | 2     |
| 北大阪                           | 池田市五月山体育館               | -                                  | 北緯34度49分41.9秒 東経135度25分43.8秒 | (860)                            | －    | (1)   | 2(1)  | (1)   | 4(1)  | 4     | (2)   | 2     | 2     | 2     | 2     |
| 東部大阪                         | なみはやドーム・サブ             | 東和薬品RACTABドーム               | 北緯34度42分53.6秒 東経135度35分41.8秒 | 2,000                            | 12    | 4     | －    | －    | －    | 6     | 2     | 2     | 4     | -     | -     |
| 東部大阪                         | なみはやドーム・メイン           | 東和薬品RACTABドーム               | 北緯34度42分56.4秒 東経135度35分39.8秒 | 10,000                           | 2(1)  | 4     | 2     | －    | －    | －    | －    | -     | -     | -     | -     |
| 東部大阪                         | 東大阪アリーナ                   | -                                  | 北緯34度39分28.5秒 東経135度35分34.4秒 | (1,400)                          | 2     | －    | －    | －    | 4     | 2     | 4     | -     | -     | -     | -     |
| 東部大阪                         | 守口市民体育館                   | -                                  | 北緯34度44分6.8秒 東経135度34分3.9秒   | 2,000                            | 2     | 6     | 4     | 2'    | 4     | 4     | 4     | 2     | 4     | 2     | 6     |
| 泉州                             | 堺市金岡公園体育館               | -                                  | 北緯34度34分14.4秒 東経135度30分22.9秒 | 2,000                            | 2     | －    | 4     | －    | －    | 2     | －    | -     | -     | 2     | 2     |
| 泉州                             | 岸和田市総合体育館               | -                                  | 北緯34度28分6.1秒 東経135度23分44秒    | 2,500                            | －    | (1)   | 4     | －    | 2     | 2     | 2     | 2     | -     | 2     | -     |
| 兵庫県                           | 尼崎市記念公園総合体育館         | ベイコム総合体育館                 | 北緯34度43分53.6秒 東経135度25分25.2秒 | 3,500                            | －    | －    | 2(1)  | －    | 4     | 2     | 2     | -     | -     | -     | -     |
| 兵庫県                           | 神戸市立中央体育館               | -                                  | 北緯34度40分58秒 東経135度10分27.9秒   | 2,600                            | －    | －    | －    | －    | 2     | 2     | 2     | 2     | -     | -     | -     |
| 兵庫県                           | 神戸ポートアイランドホール       | ワールド記念ホール                 | 北緯34度39分50.1秒 東経135度12分36.6秒 | 8,000                            | －    | －    | －    | －    | 2     | -     | -     | -     | -     | -     | -     |
| 奈良県                           | 橿原公苑第一体育館               | -                                  | -                                      | -                                | －    | －    | －    | －    | －    | －    | －    | 2     | -     | -     | -     |
| レギュラーシーズン・ホーム試合数 | レギュラーシーズン・ホーム試合数 | レギュラーシーズン・ホーム試合数   | レギュラーシーズン・ホーム試合数       | レギュラーシーズン・ホーム試合数 | 20    | 20    | 22    | 26    | 26    | 26    | 26    | 26    | 26    | 26    | 26    |
| レギュラーシーズン・平均観客数   | レギュラーシーズン・平均観客数   | レギュラーシーズン・平均観客数     | レギュラーシーズン・平均観客数         | レギュラーシーズン・平均観客数   | 2,130 | 3,178 | 3,003 | 3,069 | 1,835 | 1,636 | 1,774 | 1,469 | 1,459 | 1,489 | 1,744 |
| プレイオフ・平均観客数           | プレイオフ・平均観客数           | プレイオフ・平均観客数             | プレイオフ・平均観客数                 | プレイオフ・平均観客数           | -     | -     | -     | 1,659 | 2,216 | 1,991 | 1,615 | -     | -     | -     | -     |

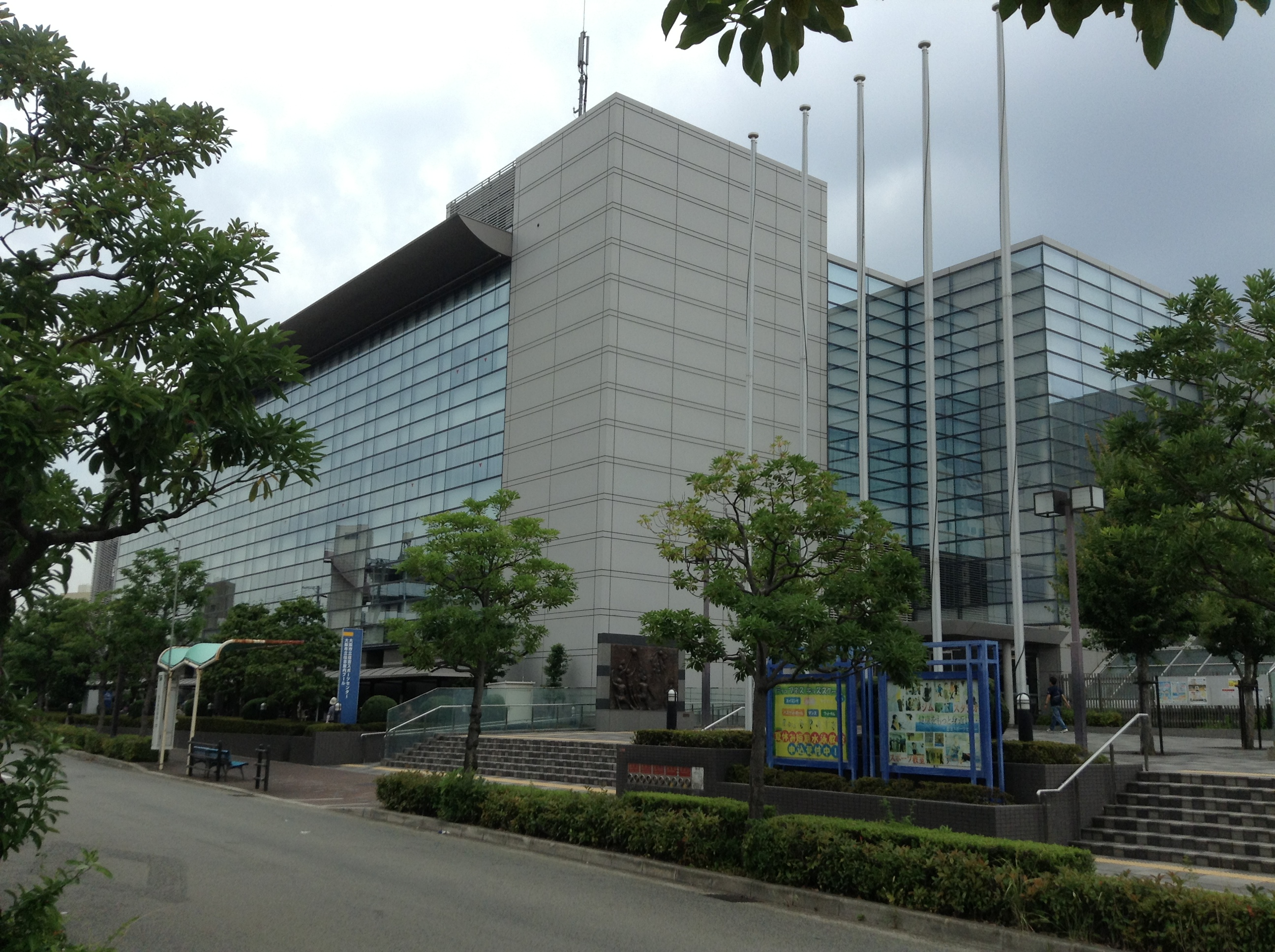
サンエイワーク住吉スポーツセンター
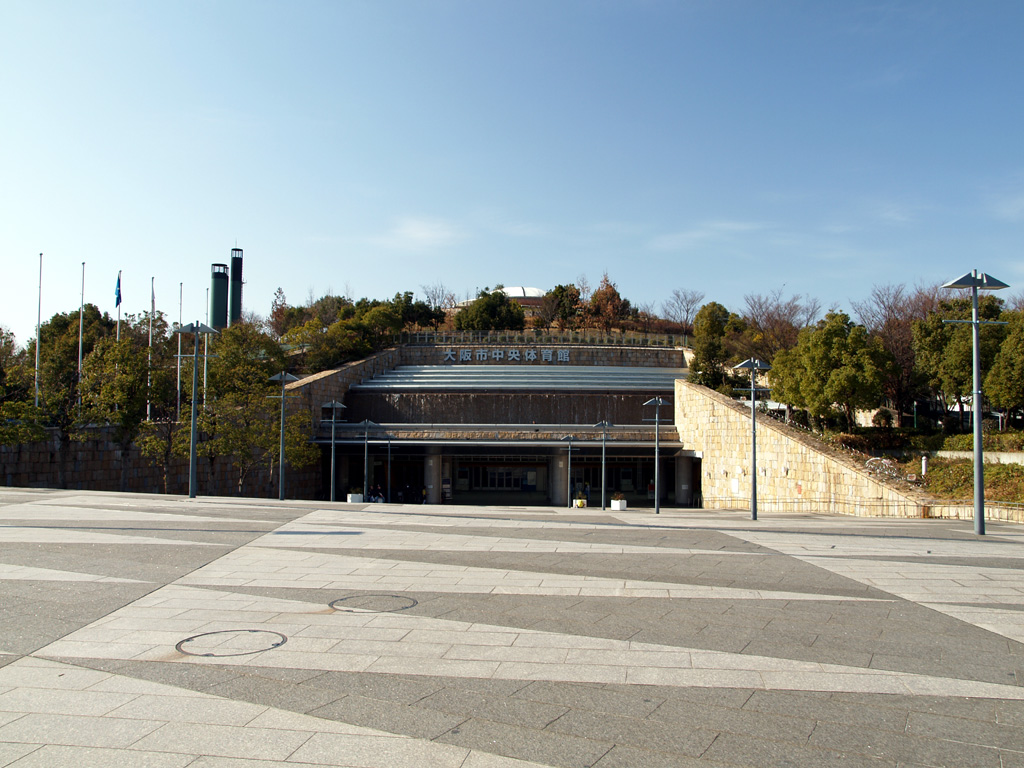
大阪市中央体育館
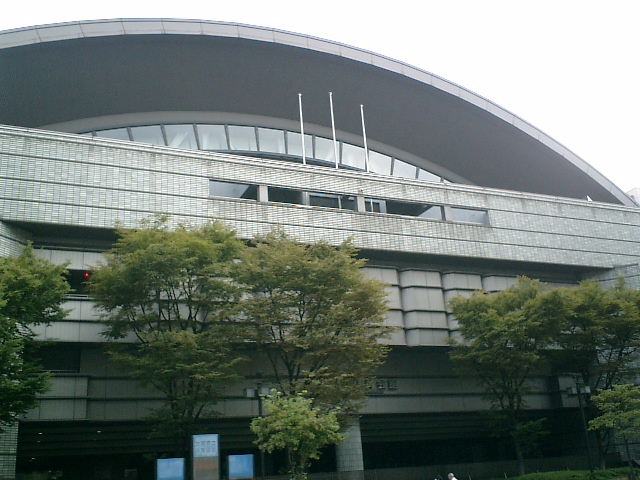
大阪府立体育会館
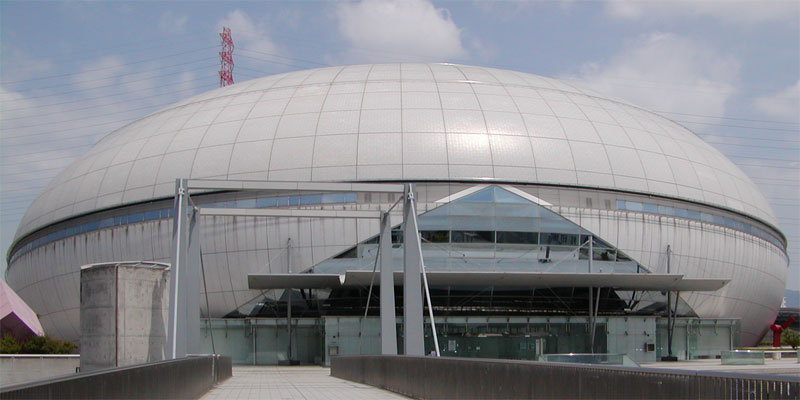
なみはやドーム

#### B.LEAGUE
| 区分           | アリーナ名称         | 愛称                               | 地図                                   | 収容    | 年度  | 年度  | 年度  | 年度     | 年度     | 年度     | 年度  | 年度  |
| 区分           | アリーナ名称         | 愛称                               | 地図                                   | 収容    | 16-17 | 17-18 | 18-19 | 19-20    | 20-21    | 21-22    | 22-23 | 23-24 |
| ホームアリーナ | 舞洲アリーナ         | おおきにアリーナ舞洲               | 北緯34度39分56.3秒 東経135度23分51.4秒 | 7,000   | 24    | 24    | 20    | 14((23)) | 28((30)) | 26((30)) | 28    | 25    |
| サブホーム     | 大阪府立体育会館     | エディオンアリーナ大阪             | -                                      | (3,000) | 0     | 4     | 2     | 7((6))   | 0        | 0        | 2     | 2     |
| サブホーム     | 住吉スポーツセンター | サンエイワーク住吉スポーツセンター | -                                      | 3,500   | 4     | 1     | 7     | 1        | 0        | 0        | 0     | 0     |
| サブホーム     | 池田市五月山体育館   | -                                  | 北緯34度49分41.9秒 東経135度25分43.8秒 | (860)   | 2     | 1     | 1     | 0        | 0        | 1((0))   | 0     | 0     |
| サブホーム     | 大阪市中央体育館     | Asueアリーナ大阪                   | 北緯34度39分33.8秒 東経135度26分41.1秒 | 10,000  | 0     | 0     | 0     | 0        | 0        | 0        | 0     | 3     |

- 収容：概数を記載。

(カッコ書き)：2階席の収容数のみ
- 試合数

斜数字:プレイオフの開催数、「'」は最終決定戦を示す
(カッコ書き)：プレシーズンマッチの開催数
(カッコ書き・斜数字)：bj-KBL チャンピオンシップゲームズの開催数
((二重カッコ書き)):開催予定だったレギュラーシーズンの試合数

#### ホームアリーナ移転
- かつては、府立、大阪中央、住吉、なみはや、東大阪、池田、守口、尼崎、神戸中央、岸和田の各体育館を使用していた。
- 2015年1月30日、舞洲アリーナの貸付事業者に決定、同年4月から定期建物賃貸借契約を締結する事を発表した[6]。賃貸料は年間約1千万円。

そして、2016年4月1日に本拠地を舞洲アリーナに移転したことが発表され、日本史上初の「プロバスケチーム専用アリーナ」として練習拠点・試合会場として使用されるだけでなく、アウェイ開催となったプレイオフのパブリックビューイングを実施するなど、ブースター交流の拠点となった。

#### その他
- 住吉：2011-12シーズンより、最寄駅の御堂筋線あびこ駅近くにある地下鉄あびこ中央商店街を「エヴェッサストリート」と銘打ち、チームの地域密着に一役買った。
- なみはや：サブアリーナの方がメインアリーナより多く使用されていることが上記よりわかる。これは、サブアリーナは通年使用可能なのに対し、メインアリーナが冬季はスケート場、春季はプールとして使われる関係で、秋季のわずかな期間しかバスケのために使えないからである。
- 2007-08シーズンのプレシーズンマッチは、上記の他に和歌山ビッグホエール・守山市民体育館でも開催している。

## 歴史

### bjリーグ加入まで
チームの前身は2004年に発足したバスケットボール界初の特定非営利活動法人「大阪ディノニクス」である。bjリーグには大阪ディノニクスとして登録する予定であったが、資金的問題によりメインスポンサーのヒューマンホールディングス（前述）を主体として、大阪を代表する商売繁盛の神様・戎様（えべっさん）をニックネームにした「大阪エヴェッサ」として参加した（名目上はディノニクスのトップチームを移譲する形となっている。大阪ディノニクスは大阪府実業団リーグで活動している）。

### bjリーグ

#### 2005-06シーズン
初代ヘッドコーチ（HC）は前年度まで松下電器HCだった天日謙作。シーズンはガードのマット・ロティック、フォワードのリン・ワシントン、センターのジェフ・ニュートンらを中心にリーグトップの平均得点と得失点差を記録し、31勝9敗で首位。ロティックはリーグ最多アシストを記録し、ベスト5に選ばれる。ニュートンの平均ブロック数はリーグ首位、天日は最優秀コーチに選出される。プレイオフでは初戦で仙台を下し、決勝では新潟を破って優勝を果たす。MVPにはワシントンが選出された。

#### 2006-07シーズン
天日HCの2季目。開幕に先立ち開催されたbj-KBL チャンピオンシップゲームズは1勝1敗、得失点差も同点で両者優勝となった。
レギュラーシーズンでは、一時期5連敗を喫したが29勝11敗で首位。プレーオフでは準決勝で大分に69-63で勝利。決勝では高松に対し94-78で勝利を収め、2連覇を達成した。MVPにはデイビッド・パルマーが選出された。

#### 2007-08シーズン
天日HCの3季目。今季より東西2地区のカンファレンス制を導入。オフにパルマーが退団。bj-KBLチャンピオンシップゲームズは1勝1敗で得失点差により優勝を逃した。シーズン開幕後序盤にワシントンが故障離脱したが、波多野和也や2試合連続でトリプル・ダブルを記録したマイキー・マーシャルらがカバーし、西地区1位でプレイオフに進出。プレイオフも勝ち上がり3連覇を達成した。MVPにはリン・ワシントンが選出された。
当年度はなみはやドームでの試合はメインアリーナで11月にある2試合だけ（サブアリーナでの試合なし）の開催となり、18試合を大阪府各地を巡回して行い、2試合を兵庫県内初のbjリーグ公式戦として、尼崎市記念公園総合体育館で開催。観客動員数は大阪府各所を回って開催したため、1,500人前後にとどまった試合もあったが、シーズン中の2試合で7,000人を超え、ホーム最終戦では7,417人を集めた。観客動員総数は66,069人、平均で3,003人となった。経営においても、初の単年度黒字を計上した。

#### 2008-09シーズン
天日HCの4季目。マーシャル、ロティック、ニュートンら主力選手が退団し、ニック・ダウィッツ、エリック・ウォルトン、ナイル・マーリー、ジャスティン・ノートン、早川大史、堀川竜一、呉屋貴教が加入した。
bj-KBLチャンピオンシップゲームズは2連敗。シーズンは沖縄や高松と上位争いとなる。12月に呉屋とのトレードで仲西淳を獲得。年末にはダウィッツの契約を解除。2月にライアン・ブラックウェルを補強。4月にウォルトンを手放した。終盤に9連勝を記録し、西地区2位でプレイオフに進出。カンファレンスセミファイナル（守口市民体育館）は西地区3位の高松を2勝1敗で下してファイナル4に進出。カンファレンスファイナルで西地区1位の沖縄に敗れ4連覇はならず、3位決定戦も東地区1位の浜松に敗れ総合4位に終わった。

#### 2009-10シーズン
天日HCの5季目。オフに波多野が移籍し、チーム結成時から所属する選手がワシントン1人となった。陳海沫、勝又英樹、勝久マイケル、井上裕介、高田紘久、ワキ・ウィリアムスが新加入し、デイビッド・パルマーが3季ぶりに復帰した。
シーズン前半は負けが先行。そこで、喜多誠と選手契約、ウィリアムスを高松へ放出し代わりにジェイソン・クロッツを補強した。チーム状態は上向きとなり、3月は負け無しの10連勝を記録して西地区1位となった。プレイオフ・カンファレンスセミファイナルは、神戸ワールド記念ホールで西地区4位の滋賀に連勝し、リーグ創設から唯一となる5年連続ファイナル4進出が決定。カンファレンス・ファイナルで西地区2位の沖縄を破り、2年ぶりにファイナルに進出。ファイナルは東地区1位の浜松に敗れ、王座奪還はならなかった。

#### 2010-11シーズン
天日HCと比嘉ACも退団し、後任HCにライアン・ブラックウェルが現役を引退して就任。"Win with defense"をテーマに、守備からリズムを作るバスケを目指した。今季よりサテライトチーム「大阪エヴェッサEII」が設立され勝久マイケルがコーチに就任。退団選手は仲西、陳、マーリー、井上、仲村、喜多、パルマー。ドラフト会議で小淵雅を指名、他にウィリアム・ナイト、ローレンス・ブラックレッジ、ウェイン・マーシャルが新加入、田村大輔が復帰とした。「大阪エヴェッサEII」に天野喜崇、ケビン・タイナー、宮本真司）らが入団した。
シーズンは小淵が先発PGを務め、10月は5勝1敗でスタートしたが、11月に滋賀・沖縄に連敗し首位から陥落。12月から1月にかけ、小淵、今野、ワシントンが故障離脱した。このため高田やナイトをPGに起用し、ワシントンがACの役割を担った。2月にEIIコーチの勝久と選手契約し、天野とタイナーを昇格させた。また、クロッツの契約を解除し、現役台湾代表のツェン・ウェンティンを補強。しかし、タイナーも故障離脱、ブラックレッジも退団したため、薦田拓也とケニー・サターフィールドをレンタル移籍により獲得した。選手の入れ替わりが多かったが、西地区2位となった。
プレイオフ・カンファレンスセミファイナルは、住吉スポーツセンターで西地区3位の福岡に2連勝し、リーグ創設から唯一となる6年連続ファイナル4進出が決定。ファイナル4では、カンファレンス・ファイナルで西地区1位の沖縄に敗れ、3位決定戦で新潟に勝利した。

#### 2011-12シーズン
ブラックウェルHCの2季目。サターフィールド、ナイト、ウェンティン、勝久、薦田が退団し、青木康平、ラベル・ペインが新加入。竹田智史が6季ぶりに復帰。
シーズンは10月23日の沖縄戦（東大阪）から11月20日の大分戦（大原）まで9連勝を記録して首位に立ったが、11月26日の宮崎戦（守口）から3連敗して沖縄に首位を明け渡し前半戦を2位で折り返した。オールスターによる中断期間中にペインとブラックレッジが退団し、マイク・ベルとボビー・セントプルーが加入した。2012年3月13日、ワシントンが大麻取締法違反容疑で逮捕され不起訴で釈放されたが、現役を引退した。西地区2位となり、プレイオフ・カンファレンスセミファイナル（住吉スポーツセンタ）は西地区3位の京都と対戦したが、1勝2敗で敗退が決定し、初めて有明行きを逃した。

#### 2012-13シーズン
チームスローガン：可能性無限大
新HCにセルビア人のゾラン・クレコビッチが就任。外国人選手全員と、青木・高田・田村らが退団し、川辺泰三、橘佳宏、高田秀一、綿貫瞬、橋本拓哉、ネイサン・ウォークアップ、アンドレ・コインブラ、ラリー・コックスが新加入した。
シーズン開幕から4連敗を喫し、クレコビッチHCが解任され、古屋孝生がHCに就任した。選手もコックスとコインブラが退団し、リック・リッカート、ドウェイン・レイサン、マイク・ベルを補強したが前半戦は西地区9位で終了した。後半は元シカゴ・ブルズHCのビル・カートライトを新HCに迎えた（古屋前HCはAC）。その後チームは10連勝を記録して7位まで浮上したが、22勝30敗の7位に終わり、初めてプレイオフ進出を逃した。

#### 2013-14シーズン
チームスローガン：REDEEM　〜反撃開始〜
新HCに元男子日本代表ACの東頭俊典、ACに森山知広が就任。根間洋一ACは開幕後に退団し、古屋孝生が再びACに復帰した。選手は呉屋貴教、石橋晴行・仲村直人、佐藤浩貴が復帰加入。ケビン・ガロウェイ、澤岻直人・ディリオン・スニード、菅原洋介、ザッカリー・アンドリュースが新加入した。
開幕6連勝したがその後8連敗を喫し、前半戦は11勝17敗でプレイオフ圏外に低迷。前半戦終了後に、ケイパース、澤地が退団。球団初のアーリーエントリー制度で相馬卓弥、畠山俊樹の2選手が入団、ダルコ・チョハダレヴィッチをスニードとトレードする形で獲得し、ディアンドレ・ベルも補強。シーズン終盤は高松・大分とプレイオフ圏内の6位を争い、6位で迎えた4月11日・12日の7位高松戦に連敗したことで、1.0ゲーム差に詰め寄られたが、最終盤に開幕時以来の3連勝を記録して西地区6位を守った。プレイオフファーストラウンドでは、西地区3位の滋賀に1勝2敗でシーズンを終えた。

#### 2014-15シーズン
チームスローガン：RE-VESSA（REには "再び"（今野の復帰）"REVENGE"（逆襲）"RETURN"（王座に立ち戻る）などの意味がある）
東頭HCの2季目。西裕太郎、ゲイリー・ハミルトン、セス・ターバー、ジョナサン・クレフト、ジョシュア・ドラードが新加入。今野翔太が復帰した。
シーズンは前半戦を15勝11敗で折り返す。2月にアーリーエントリーで橋本尚明が加入。一時は4位に迫ったが西地区5位で終えた。プレイオフファーストラウンドでは西地区4位の滋賀に連敗し、シーズンを終えた。

#### 2015-16シーズン
チームスローガン：BACK ON TOP
東頭HCが退団し、新HCに桶谷大が新HCに就任。新ACに元安陽一を就任。新設されたアドバイザリーコーチに元HCのビル・カートライトが就任。
新加入選手は並里成、久保田遼、マーカリ・サンダース・フリソン、オルー・アシャオル。綿貫瞬が3季ぶり、ローレンス・ブラックレッジが4季ぶりに復帰。
開幕戦で故障したフリソンが退団し、マイケル・シングルタリーと短期契約、ディアンジェロ・ハミルトンを補強。リーグ最少失点を記録したが、プレイオフホーム開催権を得られる4位を逃し、西地区6位となった。プレイオフファーストラウンドは西地区3位の島根に2連勝し、2011-12シーズン以来のカンファレンス・セミファイナルに進出。沖縄に2連敗で敗退が決定した。

### B.LEAGUE

#### 2016-17シーズン（B1西地区）
B.LEAGUE参入に伴い、本拠地を関西文化圏から大阪市に変更。桶谷HCが続投、岩手時代の"右腕"であった穂坂健祐が新AC、清水良規がGMに就任。選手は西、並里、石橋、外国人3人が退団。橋本拓哉が4季ぶりに復帰。合田怜・根来新之助、木下博之、がエグゼビア・ギブソン、ジョシュ・ハレルソン、劉瑾が新加入。シーズン途中に劉が東京Zに期限付き移籍し、リチャード・ロビーが加入。
シーズン序盤は西地区4位が定位置だったが、終盤は琉球と2位争いとなる。琉球との直接対決した最終節で2連敗を喫し、28勝32敗で西地区6チーム中3位（リーグ全体順位9位）でチャンピオンシップ（CS）出場を逃した。ハレルソンがブロックショット王を獲得した。

#### 2017-18シーズン（B1西地区）
桶谷HCの3季目。橋本尚明、久保田、相馬、外国籍選手3人が退団、綿貫が京都へ期限付移籍した。新加入は安部潤、寒竹隼人）、藤高宗一郎、熊谷尚也、トレント・プレイステッド、デイビッド・ウェア、グレッグ・スミス。シーズン開幕直前にプレイステッドがアキレス腱断裂で長期離脱（その後、引退を表明）したためジーノ・ポマーレを獲得した。
シーズン序盤は残留プレイオフ圏内（リーグ全体15位以下）に低迷。シーズン途中にスミス、ポマーレを契約解除し、キース・ベンソン、エグゼビア・ギブソン（復帰）を補強して残留プレイオフを回避し、24勝36敗で西地区4位（全体順位13位）で終えた。なおシーズン中、熊谷・橋本拓哉が日本代表候補に選出されたが、橋本は代表活動中の問題行動で1年間の出場停止処分を受けた。

#### 2018-19シーズン（B1西地区）
桶谷HCが契約満了となり、ACの穂坂健祐がHCに就任。選手は澤邊、寒竹、安部、ウェア、キースが退団。長野誠史、帰化選手枠にファイ・パプ月瑠を獲得した。畠山俊樹が4季ぶり、ジョシュ・ハレルソンが2季ぶりに復帰した。橋本拓哉が出場停止処分中のため、実質ロスターが1人少ない状態で開幕を迎えた。シーズン途中、特別指定選手として吉井裕鷹と佐々木隆成が加入し、4月までチームに帯同した。エグゼビア・ギブソンの負傷、ジャマール・ソープと一時契約。その後、契約を解除し、トレバー・ムバクウェとシーズン終了まで契約を結んだ。前年度に比べて守備力が向上したが、得点力不足で23勝37敗で西地区4位（全体順位12位）となった。ハレルソンがリバウンド王を獲得した。
4月に阿部達也がGMに就任した。

#### 2019-20シーズン（B1西地区）
穂坂健祐HCが退任、天日謙作が2009-10シーズン以来10季ぶりにHCに復帰した。竹野明倫とルーベン・ボイキンがACに就任。選手は、長野、根来、木下、トレバー、ギブソンが退団。伊藤達哉、アイラ・ブラウン、リチャード・ヘンドリックス、ショーン・オマラ、長谷川智也、小坂彰久が新加入。シーズン途中に中村浩陸・今村拓夢が特別指定選手として加入、2月に伊藤と合田が負傷したため、宇都宮から田原隆徳を獲得した。
3月にコロナウイルス感染症拡大によりシーズン打ち切りとなるまでの成績は26勝15敗で西地区2位（全体7位）となった。4月に選手・チーム関係者の合計13名が新型コロナウイルスへ感染したが、全員回復している。

#### 2020-21シーズン（B1西地区）
天日HCの2季目。今季よりコロナ禍の影響で東西2地区制となる。8月に天日HCの病気療養が発表され、竹野ACがHC代行を務めた。天日は3月に現場復帰した。
選手はヘンドリックス、オマラ、長谷川、小坂、今村、田原が退団。エリエット・ドンリー、角野亮伍、駒水大河ジャック、土屋アリスター時生、ギャレット・スタッツ、ディージェイ・ニュービルが新加入。コロナ禍の影響でニュービルの合流が遅れたため、アンドリュー・ランダルと短期契約した（ニュービル合流後に退団）。シーズン途中に高原晟也と特別指定選手契約した。シーズンは34勝20敗で西地区2位（全体4位）となりCS進出が決定。クォーターファイナルで全体5位の川崎に2連敗して敗退した。

#### 2021-22シーズン（B1西地区）
天日HCの3季目。竹内譲次、ペリー・エリスらが新加入した。12月、エリスがインジュアリーリスト入りし、デイビッド・ドブラスを補強。

#### 2022-23シーズン（B1西地区）
天日HCが退任。前西宮のマティアス・フィッシャーがHCに就任。選手はペリー・エリス、デイビッド・ドブラス、中村浩陸、ザック・モーア、青木龍史、ジャワラ・ジョゼフが退団。京都から鈴木達也、広島から期限付移籍で井手拓実を獲得。ショーン・オマラが3季ぶりに復帰した。
2023年3月、パナソニックスポーツとオフィシャルゴールドパートナー契約を締結。

#### 2023-24シーズン（B1西地区）
マティアス。フィッシャーHCの2季目。西川貴之、多嶋朝飛、ショーン・ロング、アンジェロ・カロイアロ、イアン・ハマーらを獲得。

#### 2024-25シーズン（B1西地区）
新HCとして前シーズンまで仙台のHCを務めていた藤田弘輝が就任。レイ・パークスジュニア、マット・ボンズ、ライアン・ルーサー、ヴォーディミル・ゲルン、牧隼利が加入。外国籍選手は総入れ替えとなった。

## 成績

### bjリーグ
| 年度    | レギュラーシーズン(RS) | レギュラーシーズン(RS) | レギュラーシーズン(RS) | レギュラーシーズン(RS) | レギュラーシーズン(RS) | レギュラーシーズン(RS) | レギュラーシーズン(RS) | レギュラーシーズン(RS) | プレイオフ結果 | HC                                                   |
| 年度    | 勝                     | 敗                     | 勝率                   | ゲーム差               | 得点                   | 失点                   | 得失点差               | 順位                   | プレイオフ結果 | HC                                                   |
| ------- | ---------------------- | ---------------------- | ---------------------- | ---------------------- | ---------------------- | ---------------------- | ---------------------- | ---------------------- | -------------- | ---------------------------------------------------- |
| 2005-06 | 31                     | 9                      | .775                   | -                      | 84.6                   | 74.4                   | ＋10.2                 | 1位                    | 優勝           | 天日謙作                                             |
| 2006-07 | 29                     | 11                     | .725                   | -                      | 85.8                   | 80.2                   | +5.6                   | 1位                    | 優勝           | 天日謙作                                             |
| 2007-08 | 31                     | 13                     | .705                   | -                      | 88.4                   | 81.3                   | +7.1                   | 西1位                  | 優勝           | 天日謙作                                             |
| 2008-09 | 35                     | 17                     | .673                   | 6.0                    | 87.8                   | 83.4                   | +4.4                   | 西2位                  | 4位            | 天日謙作                                             |
| 2009-10 | 34                     | 18                     | .654                   | -                      | 82.8                   | 78.4                   | +4.4                   | 西1位                  | 準優勝         | 天日謙作                                             |
| 2010-11 | 32                     | 18                     | .640                   | 2.0                    | 81.2                   | 76.0                   | +5.2                   | 西2位                  | 3位            | ライアン・ブラックウェル                             |
| 2011-12 | 35                     | 17                     | .673                   | 4.0                    | 76.3                   | 73.3                   | +3.0                   | 西2位                  | 地区準決勝敗退 | ライアン・ブラックウェル                             |
| 2012-13 | 22                     | 30                     | .423                   | 20.0(6.0)              | 77.1                   | 76.9                   | +0.2                   | 西7位                  | (RSで敗退)     | ゾラン・クレコビッチ ↓ 古屋孝生 ↓ ビル・カートライト |
| 2013-14 | 24                     | 28                     | .462                   | 19.0                   | 78.0                   | 76.5                   | +1.5                   | 西6位                  | 地区1回戦敗退  | 東頭俊典                                             |
| 2014-15 | 28                     | 24                     | .538                   | 10.0                   | 74.3                   | 74.5                   | -0.2                   | 西5位                  | 地区1回戦敗退  | 東頭俊典                                             |
| 2015-16 | 35                     | 17                     | .673                   | 6.0                    | 78.9                   | 67.6                   | +11.3                  | 西6位                  | 地区準決勝敗退 | 桶谷大                                               |

ゲーム差は()外は1位、()内はプレイオフ圏との差をそれぞれ表している。

### 個人別タイトル
MVP
- bjリーグ2005-06 リン・ワシントン
- bjリーグ2006-07 デイビッド・パルマー
- bjリーグ2007-08 リン・ワシントン

コーチ・オブ・ザ・イヤー
- bjリーグ2005-06 天日謙作

ベスト5
- bjリーグ2005-06
  - G マット・ロティック
- bjリーグ2006-07
  - F リン・ワシントン
- bjリーグ2007-08
  - G マイキー・マーシャル
- bjリーグ2008-09
  - F リン・ワシントン

アシスト
- bjリーグ2005-06 マット・ロティック
- bjリーグ2010-11 ケニー・サターフィールド

ブロックショット
- bjリーグ2005-06 ジェフ・ニュートン
- bjリーグ2006-07 ジェフ・ニュートン
- bjリーグ2007-08 ジェフ・ニュートン

フリースロー成功率
- bjリーグ2007-08 仲村直人
- bjリーグ2013-14 菅原洋介

## チームの特徴
チームの特徴は、初代HC・天日謙作が掲げた「走るバスケ」。ボールを奪えば即座に相手陣内に入り、得点を狙いにいくスタイルである。よって、俊足の選手やスタミナのある選手が多い。チアダンスチームbtによる当時の応援コールに"Run To Win!"（勝利のために走れ!）というのがあるほど、「走るバスケ」はブースターにも浸透していたと言える。2代目HC・ライアン・ブラックウェルは、「走るバスケ」に守備からリズムを作る要素を加えることを目指し、"Win with defense"をテーマにした。その後を受けたHCは「走るバスケ」の復活を目指した。

## 観客動員記録
最多観客動員試合
7336人（B.LEAGUE 2023-2024シーズン 対レバンガ北海道戦 2024/03/31）
年度別観客動員記録
| 部       | 年度    | 試合数 | 合計     | 平均    | 最大    | 最小    | 試合会場 | 備考         |
| bjリーグ | 2005-06 | 20     | 42,600人 | 2,130人 | 4,190人 | 1,509人 | ---      | bjリーグ開幕 |
| bjリーグ | 2006-07 | 20     | 64,336人 | 3,178人 | 5,625人 | 1,733人 | ---      | ---          |
| bjリーグ | 2007-08 | 20     | ---人    | ---人   | ---人   | ---人   | ---      | ---          |
| bjリーグ | 2008-09 | 26     | ---人    | ---人   | ---人   | ---人   | ---      | ---          |

会場別観客動員記録
| 年度    | 自治体       | アリーナ            | 座席数   | ホームゲーム観客数 | ホームゲーム観客数 | ホームゲーム観客数 | ホームゲーム観客数 | ホームゲーム観客数 | ホームゲーム観客数 |
| 年度    | 自治体       | アリーナ            | 座席数   | 試合数             | 合計               | 平均               | 最大               | 最小               |                    |
| 2005-06 | 門真市       | なみはやD（サブ）   | 約2300席 | 12                 | 人                 | 1836人             | 1987人             | 1509人             |                    |
| 2005-06 | 門真市       | なみはやD（メイン） | 約6000席 | 2                  | 人                 | 3742人             | 4190人             | 3294人             |                    |
| 2005-06 | 堺市         | 金岡公園体育館      | 3540席   | 2                  | 人                 | 2259人             | 2503人             | 2014人             |                    |
| 2005-06 | 東大阪市     | 東大阪アリーナ      | 席       | 2                  | 人                 | 2092人             | 2266人             | 1918人             |                    |
| 2005-06 | 守口市       | 市民体育館          | 約3000席 | 2                  | 人                 | 2187人             | 2352人             | 2022人             |                    |
| 2005-06 | ホーム計     | ホーム計            | ホーム計 | 20                 | 42600人            | 2130人             | 4190人             | 1509人             |                    |
| 2006-07 | 大阪市       | 中央体育館          | 10000席  | 6                  | 28056人            | 4676人             | 5625人             | 4091人             |                    |
| 2006-07 | 守口市       | 市民体育館          | 約3000席 | 6                  | 12419人            | 2070人             | 2164人             | 1975人             |                    |
| 2006-07 | 門真市       | なみはやD（メイン） | 約6000席 | 4                  | 16458人            | 4115人             | 5105人             | 3580人             |                    |
| 2006-07 | 門真市       | なみはやD（サブ）   | 約2300席 | 4                  | 7403人             | 1851人             | 1971人             | 1733人             |                    |
| 2006-07 | ホーム計     | ホーム計            | ホーム計 | 20                 | 64336人            | 3178人             | 5625人             | 1733人             |                    |
| 2007-08 | 大阪市       | 中央体育館          | 10000席  | 2                  | ---人              | ---人              | ---人              | ---人              |                    |
| 2007-08 | 大阪市       | 府立体育会館        | 3131席   | 2                  | ---人              | ---人              | ---人              | ---人              |                    |
| 2007-08 | 守口市       | 市民体育館          | 約3000席 | 4                  | ---人              | ---人              | ---人              | ---人              |                    |
| 2007-08 | 門真市       | なみはやD（メイン） | 約6000席 | 2                  | ---人              | ---人              | ---人              | ---人              |                    |
| 2007-08 | 堺市         | 金岡公園体育館      | 約2300席 | 4                  | ---人              | ---人              | ---人              | ---人              |                    |
| 2007-08 | 池田市       | 五月山体育館        | 席       | 2                  | ---人              | ---人              | ---人              | ---人              |                    |
| 2007-08 | 岸和田市     | 総合体育館          | 席       | 4                  | ---人              | ---人              | ---人              | ---人              |                    |
| 2007-08 | 兵庫県尼崎市 | 記念公園総合体育館  | 席       | 2                  | ---人              | ---人              | ---人              | ---人              |                    |
| 2007-08 | ホーム計     | ホーム計            | ホーム計 | 22                 | ---人              | ---人              | ---人              | ---人              |                    |
| 2008-09 | 大阪市       | 中央体育館          | 10000席  | 8                  | ---人              | ---人              | ---人              | ---人              |                    |
| 2008-09 | 大阪市       | 府立体育会館        | 3131席   | 8                  | ---人              | ---人              | ---人              | ---人              |                    |
| 2008-09 | 大阪市       | 舞洲アリーナ        | 7056席   | 10                 | ---人              | ---人              | ---人              | ---人              |                    |
| 2008-09 | ホーム計     | ホーム計            | ホーム計 | 26                 | ---人              | ---人              | ---人              | ---人              |                    |

## 応援

### 応援スタイル
- ハリセン：エヴェッサホームゲーム会場のグッズショップで500円で販売されている。野球のメガホンやチアスティックスのように叩いて応援するスタイルである。なお、ハリセンで応援するスタイルは、三遠・群馬・横浜でも採用されている。
- 2012-13シーズン、第3Q終了時にbtの振り付けに合わせてダンスを踊ったり、タイムアウト時にシャナナ☆（MINMI）の音楽が流れ、リズムに合わせてタオルを回す応援があった。
- 2013-14シーズンから、後半のタイムアウト終了の際、I Heard 'Em Say（Jermaine Dupri）が流れる。
- 2015-16シーズンは、チームコンセプトの「走るバスケ」に因み、R.Y.U.S.E.I.（三代目 J Soul Brothers from EXILE TRIBE）が流れ、会場全体で「ランニングマン」を踊った。

### マスコット
- まいどくん[1][2]

コート隅においてエヴェッサを応援している。また、タイムアウトにおいてbtが登場しない時は、まいどくん自らコート内に登場し、音楽を流してダンスを披露する。

### チアダンスチーム
- 2005年に結成した公式ガールズパフォーマンスユニット『BT』や[16]、チアダンススクール生によるジュニアチアチーム『bt's』がホームゲームに登場する[17]。

### アリーナDJ
- 下埜正太（05-12、FM大阪でレギュラー）
- たつを（12-、『おはよう朝日です』リポーター[18]）

### オフィシャルソング
当初は藤井隆歌唱の「OH MY JULIET!」をブースターソングとして使用していた。
2007年4月には松本人志の実兄・松本隆博作詞・作曲・歌による公認ブースターソング『商売繁盛で・・かかってこんかい　〜大阪エヴェッサ応援歌〜』が発売。4月1日、大阪市中央体育館にて行われた東京アパッチ戦で本人が登場して初披露された。また、4月21・22日に有明コロシアムで行われたセミファイナルおよびファイナルの試合前にも披露され、ダンスチーム「bt」と共に歌い踊った。その後年数回、ホームゲームでミニライブを開催している。
2009-2010シーズンからは新たに、かおり＆ユカリ Featuring SHINGO★西成の「Go EVESSA!」が応援ソングとして加わった。

### メディア
関西ローカル地上波テレビにおけるホームゲームの実況生中継は、2007-08シーズンに2試合がNHK大阪放送局製作で初めて行われた。以降のシーズンも1から2試合程度行われていた。bjリーグ時代は、CS放送GAORAでホームゲームを中心に放送されていた。また、BSフジも中継していた。
応援番組はないが、アリーナDJのたつをがレギュラーを務めるABCラジオのCheers!（毎週日曜日18時から21時）内でエヴェッサのPRを行い、ホームゲーム開催時は試合終了後に番組に出演して試合結果を報じたり、翌週にホームゲームがある際は開催告知を実施したりしていた。

## キーワード

### 関西文化圏
bjリーグ時代のエヴェッサは「関西文化圏」をホームタウンとしていた。関西文化圏とは、大阪という枠組みを超えて、大阪エヴェッサを応援する人たち、同じ関西人としての気質、それは関西弁を使ったり、笑いのつぼが一緒であったりという人たちが生活する文化圏のことを示すと、球団の公式HPに記されている。大阪府以外での活動としては、兵庫県阪神地域における公式戦開催・エヴェッサバスケットボールスクールとチアダンススクールの展開、芦屋大学との教育提携などを行っている。B.LEAGUE参入後は、リーグ規約により特定の自治体をホームタウンに定めることとなっているため、本拠地は大阪市に変更された。

### ダイナスティ(DYNASTY)
英語で“王朝”という意味であり、球団HPにおいて「3連覇達成でダイナスティを築く」とある。また、ホームゲーム会場で配布されるマッチデープログラムの題名としても使用されている。

### 有明コロシアムで16連勝
bjリーグ開幕以降、公式戦、プレーオフにおける全ての試合で、エヴェッサが過去に有明コロシアムで行った試合は16勝0敗と、全て勝利している。これには、東京アパッチブースターからも12月22日の試合前に、「有明で12連勝中!?（連勝したため記録は14に伸びた）でもそんなの関係ねぇ!」と小島よしおのギャグを用いた揶揄をするほどである。プレイオフでも連勝し3連覇を達成し、連勝は16に伸びている。また、『商売繁盛で・・かかってこんかい　〜大阪エヴェッサ応援歌〜』の歌詞の中にも「アウェイはうちらの別荘や」という歌詞があり、まさに有明はエヴェッサにとって別荘であるといえよう。ただし、2008-2009シーズンの行われたアウェイでの東京アパッチ戦で1敗を喫しているが、有明ではなく代々木第二体育館で行われた試合なので、記録は継続していた（また、富山グラウジーズのホームゲームも負けなしである。逆に高松ファイブアローズのホームゲームではプレシーズンゲームを含め未だに勝利したことがなかったが、3月30日の試合でトリプルオーバータイムの激戦の末、117-113で勝利し、高松のホームゲームで初勝利となった）。
なお、東京アパッチとの試合は代々木第二体育館で行われた関係で、大阪エヴェッサが今シーズン有明コロシアムで試合をするには、カンファレンスファイナルいわゆるファイナル4にまで残らなければならず、ファイナル4まで進出は果たしたものの、琉球ゴールデンキングスに敗れ16連勝で止まった。

### ティップオフ時のカウントダウン
大阪エヴェッサは、bjリーグ開幕当初から試合開始の時にカウントダウンを行う演出をしている。この演出は、2年目以降に参入した高松ファイブアローズやライジング福岡、滋賀レイクスターズ、浜松・東三河フェニックスの試合でもカウントダウンが行われている。

### ブースターズMVP
2008-09シーズンより「ブースターズMVP」と題して勝利した試合ごとにMVPを決めている。名前の通りブースター投票により決定しているのが大きな特色。

### ヤングスターバスケットボールプログラム
2010年より3ヵ年計画で、バスケットボールの普及と強化を目的としたプロジェクトを行った。
- サテライトチーム「大阪エヴェッサEII」の設立し、トップリーグチーム選手の排出を実現した
- 2年制のバスケットボール専門学校「エヴェッサカレッジ」を2010年4月に開校し、プロプレイヤー育成科、コーチ育成科、スポーツマネジメント科などを創設した。
- 大阪府や兵庫県で開講している青少年向けスクール「エヴェッサバスケットボールスクール」や「チアダンススクール」の教室数を拡大。2012年に年少対象の「エヴェッサジュニアスクール」「エヴェッサキッズスクール」を開校した。スクールでU-9、U-12、U-15、U-18チーム、ジュニアチアbt'sが活動している。

### 永久欠番
チーム創設初年度から中心選手として活躍し、bjリーグ三連覇に大きく貢献したリン・ワシントンの44番は永久欠番となっている。

## イベント・他団体との連携

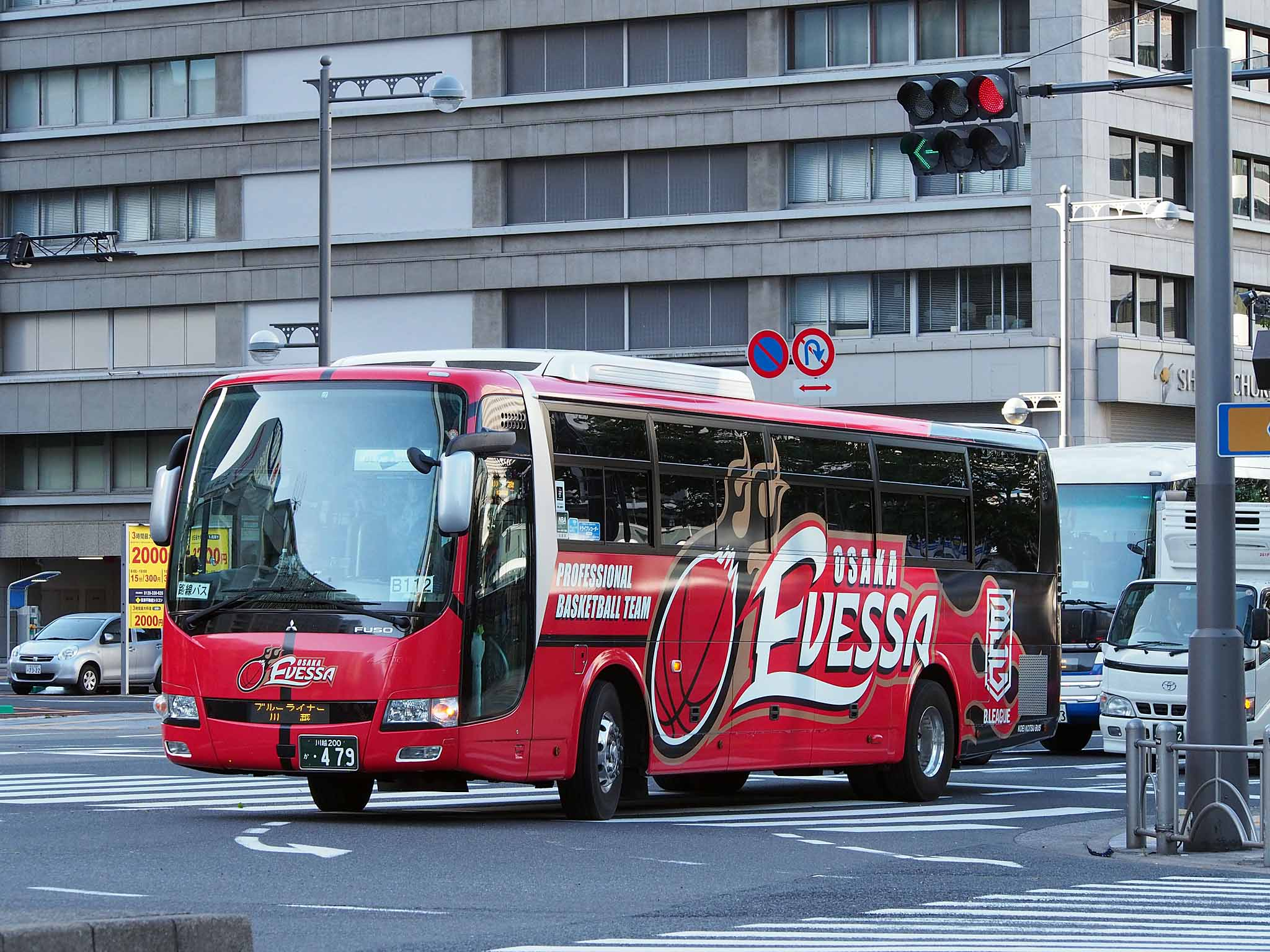
大阪エヴェッサのラッピングバス。広栄交通バスが高速バスとして運行

- スポンサー企業が主催するイベントに選手・コーチ・btが出演している。
- 関西に所在する京都や滋賀と協力し、合同で新聞社やテレビ局に出演する「プレスキャラバン」やアウェイ戦のチケット販売を行っている。
- 2009年11月5日、人材育成を目指して芦屋大学と教育提携を結んだ[20]。エヴェッサ初代HCの天日謙作がHC兼客員教授に就任し、指導を行った。2010年に元社長の上原光徳も芦屋大学へ転身した。大学は大阪のホームゲームで冠試合の開催等を行っている。